# 황림
황림(黃琳, 1517년 ~ 1591년 9월 25일) 조선 중기의 문신으로, 자는 여온(汝溫), 본관은 창원(昌原)이다. 황거정(黃居正)의 6대손이자 황극중(黃克中)의 숙부이다.

## 생애
1552년(명종 7) 4월 문과에 급제했으며, 5월 검열(檢閱)로 임명되었다.
1557년(명종 12) 1월 정언(正言)으로서 부경(赴京)하는 행차에 공무역을 시키지 말 것을 청했으며, 3월 다시 정언으로 임명되었다.
5월 지평(持平) 정득(鄭得)과 함께 장악원정(掌樂院正) 김규(金虯)를 유배보낼 것을 청했으며, 6월 지평으로 임명되었다.
1558년(명종 13) 3월 헌납(獻納), 5월 선공감판관(繕工監判官), 10월 병조정랑(兵曹正郞), 1559년(명종 14) 7월 8일 부수찬(副修撰), 7월 20일 병조정랑, 8월 19일 수찬(修撰), 8월 25일 병조정랑, 8월 26일 지평, 10월 병조정랑, 11월 장령(掌令), 1560년(명종 15) 3월 문학(文學), 5월 12일 장령, 5월 27일 장령, 1561년(명종 16) 사인(舍人), 1562년(명종 17) 2월 사간(司諫), 8월 홍문관교리(弘文館校理), 1563년(명종 18) 2월 홍문관교리, 10월 군자감정(軍資監正)을 거쳤다.
이듬해 2월 동부승지(同副承旨)로서 유생들에게 제술 시험을 보게 하고 과차(科次)를 매겼으며, 5월 호조참의(戶曹參議), 6월 우부승지(右副承旨), 1566년(명종 21) 8월 우승지(右承旨), 윤10월 좌승지(左承旨)를 거쳤다.
1573년(선조 6) 나주목사(羅州牧使)로 나갔으며, 1575년(선조 8) 여주목사(驪州牧使)로 재직 중 특지(特旨)로 대사헌(大司憲)으로 임명되었는데, 당시 지방관들 중에서 고을을 가장 잘 다스렸기 때문이었다. 그러나 마침내 탄핵을 받고 체직되었다.
1577년(선조 10) 종계변무(宗系辨誣)의 주청사(奏請使)로서 명에 다녀왔으며, 이후 공조판서(工曹判書), 호조판서(戶曹判書)를 거쳤다.
1590년(선조 23) 광국공신(光國功臣) 3등으로 책록되고 의성군(義城君)으로 봉해졌으며, 이듬해 이조판서(吏曹判書)로 재직 중 졸했다.

## 가족 관계
- 증조 - 황징(黃澄, 1456년 ~ 1512년)[6] : 고원군수(高原郡守), 증(贈) 호조참의(戶曹參議), 황거정(黃居正)의 증손
  - 조부 - 황준원(黃浚源)[6] : 풍저창수(豊儲倉守), 증 이조판서(吏曹判書)
    - 아버지 - 황순경(黃舜卿)[6] : 부사(府事), 증 호조판서(戶曹判書)
    - 어머니 - 판중추부사(判中樞府事), 충정공(忠貞公) 조계상(曺繼商, 1466년 ~ 1543년)의 장녀[6]
      - 형 - 황린(黃璘)[7] : 첨정(僉正)
      - 동생 - 황선(黃瑄)[7] : 현감(縣監), 황극중(黃克中, 1552년 ~ 1603년)의 아버지
      - 동생 - 황숙(黃璹)[7] : 평산부사(平山府使)